# 8304 Рьомітіко
8304 Рьомітіко (8304 Ryomichico) — астероїд головного поясу, відкритий 22 лютого 1995 року.
Тіссеранів параметр щодо Юпітера — 3,477.
Названо на честь Рьо Мітіко (яп. りょう・みちこ(寮美千子) рьо: мітіко).